# Camera dei rappresentanti (Cipro)
La Camera dei rappresentanti (in greco: Βουλή των Αντιπροσώπων, Voulī tōn Antiprosṓpōn; in turco: Temsilciler Meclisi) è il parlamento monocamerale della Repubblica di Cipro. Formato de iure da 80 componenti, 24 di questi sono attribuiti alla comunità turco-cipriota e risultano vacanti dal 1964; ai rimanenti 56 seggi si aggiungono tre deputati in veste di osservatori, espressione delle minoranze armena, latina e maronita.
L'assemblea è eletta con sistema proporzionale per un mandato di cinque anni.